# San Martín (La Cantera)
San Martín är en ort i Mexiko.   Den ligger i kommunen Aguascalientes och delstaten Aguascalientes, i den centrala delen av landet, 400 km nordväst om huvudstaden Mexico City. San Martín ligger 1 864 meter över havet och antalet invånare är 109.
Terrängen runt San Martín är platt åt nordost, men åt sydväst är den kuperad. Runt San Martín är det tätbefolkat, med 459 invånare per kvadratkilometer. Närmaste större samhälle är Aguascalientes, 8,2 km öster om San Martín. Trakten runt San Martín består till största delen av jordbruksmark.